# 安間佐千
安間 佐千（あんま さち、1989年9月23日 - ）は、日本のスポーツクライマー、フリークライマー。栃木県出身。栃木県立宇都宮北高等学校卒業。早稲田大学在学。
2012年7月、フランスシャモニーで開催された国際スポーツクライミング連盟 (IFSC) ワールドカップ開幕戦で、日本人男子としては2000年の平山ユージ以来のリード種目での優勝。

## 経歴
2002年中学入学前の春休み、宇都宮市にオープンしたばかりのサン・カルチャークラブでクライミングを始める。その年の秋からローカルの競技会に出場するようになり、2003年3月のジュニアオリンピックカップにおいてユースB（16歳未満）で3位入賞し、頭角を現す。

### スポーツクライミングの戦績
- 2004年 ジュニアオリンピックカップ・ユースB優勝
- 2005年 ジュニアオリンピックカップ優勝 ワールドカップ上海大会9位
- 2006年 JFA日本選手権「ミレーカップ」優勝、世界ユース大会ユースA（18歳未満）優勝、アジア選手権で平山ユージとスーパーファイナルを行い2位
- 2007年 JFA日本選手権優勝、ジャパンカップ優勝、ワールドカップ加須市大会5位入賞、世界ユース大会優勝
- 2008年 JFA日本選手権優勝、アジア選手権広州大会優勝、ワールドカップ上海大会3位入賞、ワールドカップ・シャモニ大会2位入賞、ワールドカップ・セレシュバリエ大会4位入賞、ワールドカップ・スイス大会4位入賞、チャレンジ!おおいた国体（リード）3位、ワールドカップ・スロベニア大会8位、ヨーロピアンユース・スロベニア大会優勝、IFSCワールドカップランキング5位・ワールドランキング6位
- 2009年 上海ロックマスター3位、ワールドゲームズ台湾大会優勝、トキめき新潟国体リード種目優勝(成年男子．個人・チームとも1位。ボルダリング種目では個人3位、チーム2位)
- 2009年 ワールドカップリード種目年間総合3位、ワールドカップ全種目総合2位
- 2010年 ワールドカップリード種目 フランス（シャモニー）大会 4位 ワールドカップリード種目 中国（西寧）大会 5位 ワールドカップリード種目 韓国（春川）大会 3位 ワールドカップリード種目 ベルギー（プールズ）大会 7位 ワールドカップリード種目 中国（懐集）大会 6位
- 2012年 第3回アジアンビーチゲームズ中国（海陽） 2位 ワールドカップリード種目フランス（シャモニー）大会 優勝 ワールドカップリード種目フランス（ブリアンソン）大会 優勝 ワールドカップリード種目印西大会 3位 ワールドカップリード種目スロベニア（クラニ）大会 2位 ワールドランキングリード種目年間優勝 ワールドカップリード種目年間優勝 ワールドカップ全種目年間総合3位

### フリークライマーとしての活動（岩場の記録）
- 2010年12月24日 日本人初の5.15aとなるスペイン オリアナの "Papichulo" を第4登。
- 2011年12月17日 Chris Sharmaが2009年に初登して以来再登がなかった "Pachamama" (5.15a) を第2登。
- 2013年5月27日 愛知県新城市鳳来・ハイカラ岩の「ガンジャエクステンション」（5.14a）をオンサイト。国内オンサイト記録を更新した[2]。
- 2015年2月1日 Chris Sharmaが2011年初登、スペイン オリアナの "Fight or Flight" (5.15b) を第3登。
- 2016年7月3日 ノルウェーフラタンゲルケイブ Thor’s hammer 5.15a を第7登[3][4]。
- 2017年12月20日 御前岩 Maturity 9a+/5.15a を開拓初登[5]。第1回日本開拓大賞特別賞を受賞[6]。
- 2018年3月26日 御前岩 Soul Mate 5.15b を開拓初登[7]。第2回日本開拓大賞特別賞を受賞[8]。
- 2019年3月26日 スペインサンタリーニャ Stoking the Fire (9b/5.15b)を完登[9]。
- 2022年10月8日 瑞牆山大ヤスリ岩 最後の者4p 5.14bR開拓初登[10]。